# Otto von Claer

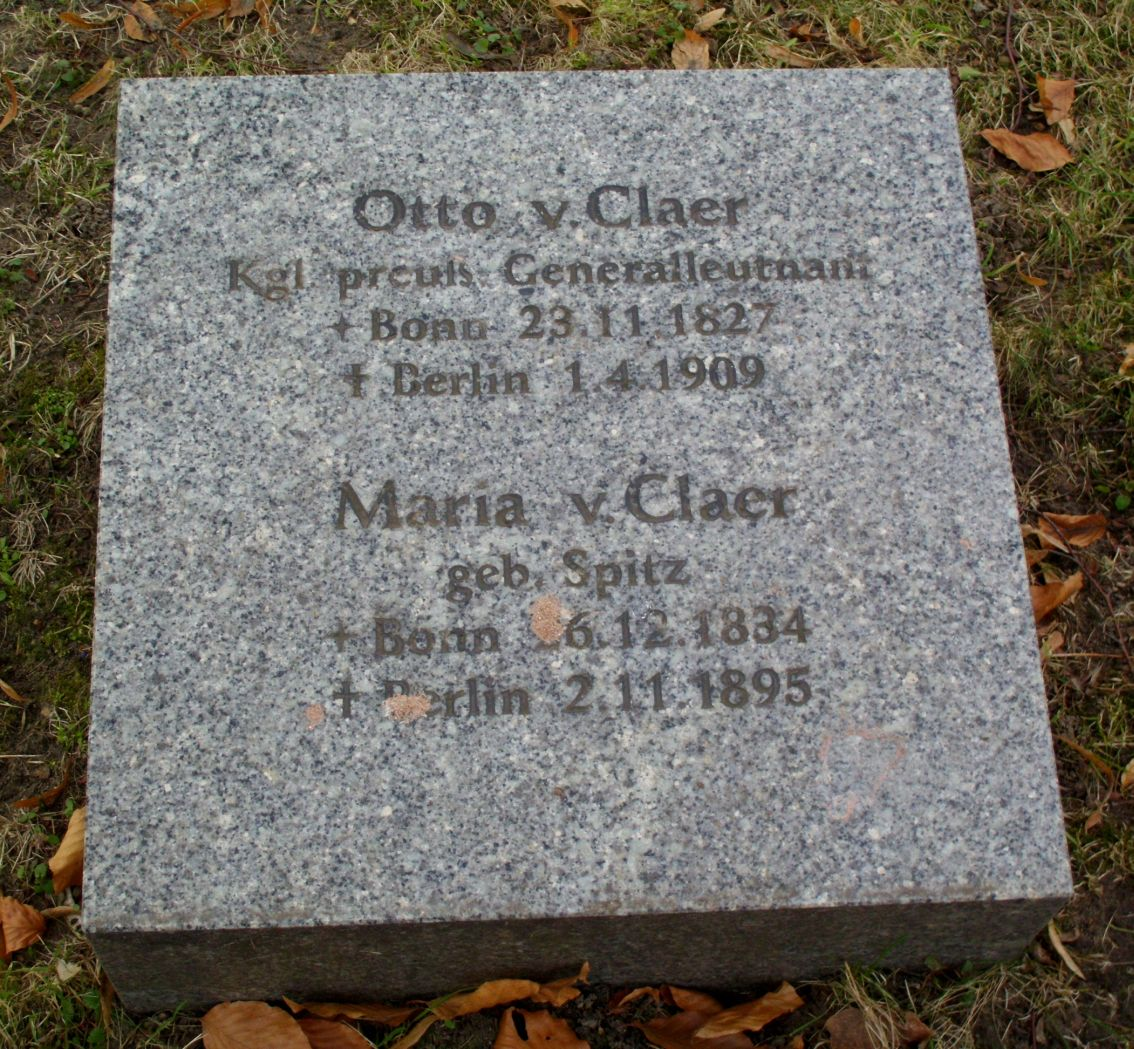
Tấm bia phục chế của mộ Otto và Maria von Claer ở nghĩa trang Invalidenfriedhof Berlin (ảnh chụp năm 2013)

Otto Clemens August von Claer (23 tháng 11 năm 1827 tại Bonn – 1 tháng 4 năm 1909 tại Berlin) là một sĩ quan quân đội Phổ, đã được thăng đến cấp Trung tướng. Ông từng tham chiến trong cuộc Chiến tranh Áo-Phổ (1866) và cuộc Chiến tranh Pháp-Đức (1870 – 1871).

## Tiểu sử
Otto là con trai của Franz Bernhard Wilhelm de Claer (1785 – 1853), một vị quan Domänenrats (tạm dịch là Tư vấn Ruộng đất) của Phổ. Ông đã học ở Đại học Bonn, tại đây ông là một thành viên của Liên đoàn Sinh viên Palatia, trước khi ông gia nhập quân ngũ vào năm 1849 với vai trò là lính tình nguyện một năm (Einjährig-Freiwilliger) trong Trung đoàn Long kỵ binh số 4 "von Bredow".
Vào năm 1850, ông được phong quân hàm Thiếu úy, sau đó ông được thăng cấp Trung úy vào năm 1859, rồi được phong Trưởng quan kỵ binh và Chỉ huy đội kỵ binh (Eskadronchef) vào năm 1864. Ông giữ chức vụ sĩ quan phụ tá thứ nhất của Thượng tướng Bộ binh Bá tước Helmuth von Moltke (sau này là một anh hùng của chiến tranh thống nhất nước Đức và được phong cấp Thống chế), đồng thời mang danh hiệu à la suite của Trung đoàn Long kỵ binh Schleswig-Holsteini số 13. Trên cương vị này, ông đã tham chiến trong cuộc chiến tranh với Áo năm 1866 và chiến dịch Pháp các năm 1870 – 1871. Vào mùa thu năm 1876, ông được lên quân hàm Đại tá và vào ngày 4 tháng 4 năm 1882 ông được bổ nhiệm chức Tư lệnh quân đội ở Magdeburg. Cũng trong năm 1882, ông được thăng quân hàm Thiếu tướng, sau đó vào tháng 9 năm 1887 ông lên cấp Trung tướng và vào mùa xuân năm 1889 ông được sung vào hàng ngũ Sĩ quan trừ bị (Offizieren von der Armee).
Nhân dịp khánh thành Đài Kỷ niệm Moltke tại Quảng trường Đức vua (Königsplatz) ở kinh đô Berlin, ông được Đức hoàng tặng thưởng Huân chương Đại bàng Đỏ hạng I kèm theo Thanh kiếm trên Chiếc nhẫn.
Otto von Claer cùng với vợ ông là bà Maria Spitz được mai táng ở nghĩa trang Invalidenfriedhof Berlin. Vào năm 1989, một tấm bia phục chế (Restitutionsstein) đã được dựng cho mộ phần của ông bà.